# 엘 시스테마
엘 시스테마(El Sistema)는 국가 지원을 받는 베네수엘라의 음악 교육 재단이다. 원래 음악을 위한 사회 행동으로 불렸다. 정식 명칭은 베네수엘라 국립 청년 및 유소년 오케스트라 시스템 육성재단(Fundación del Estado para el Sistema Nacional de las Orquestas Juveniles e Infantiles de Venezuela, FESNOJIV)이다.
1975년 베네수엘라 경제학자 호세 안토니오 아브레우는 음악을 위한 사회 행동을 조직하여, 그 감독이 되었다. 그는 1979년 국가 음악상을 수상했다. 1995년 아브레우는 유네스코에서 국제 청년 및 유소년 오케스트라 및 합창단 국제 네트워크의 발전을 위한 특별 대사로 임명되었으며, 유네스코의 "세계 청년 및 유소년 오케스트라 및 합창단 운동" 산하 특별 대표도 맡았다.
102개 청년 오케스트라와 55개 유소년 오케스트라로 구성된 이 네트워크(인원수로는 약 100,000명에 이른다)는 나중에 가족보건체육부의 감독을 받게 되었다. "엘 시스테마"의 목적은 아이들을 가르치고 재활하고 범죄 행위를 예방하여 아이들을 보호하기 위해 음악을 이용하는 것이다.
이 프로그램은 마약과 범죄에 무방비로 노출된 빈민 아이들을 구해준 것으로 유명하다. 이 프로그램으로 국제 무대에 선 사람으로는 구스타보 두다멜, 에딕손 루이스, 호엔 바스케스, L. 미겔 로하스, 에드워드 풀가르, 나탈리아 루이스 바사 등이 있다.
2007년 9월 차베스 대통령은 아브레우와 함께 텔레비전에 출연하여 "음악 전도"(Misión Música)라는 새 정부 계획을 발표했는데, 베네수엘라 어린이들에게 악기와 음악 교육을 제공하는 사업이었다.
엘 시스테마를 다룬 "연주하고 싸워라"(Tocar y Luchar , 2004년)라는 다큐멘터리 영화도 나왔다. 이 영화는 알부케르케 라티오 영화제나 아메리카 국제 영화제에서 "최고의 다큐멘터리"로 선정되는 등, 여러 상을 받았다. 2008년 폴 슈마츠니와 마리아 슈토트마이어가 같은 주제의 다큐멘터리 영화를 제작했다. 엘 시스테마는 60분 같은 뉴스 프로그램에도 조명된 바 있다.
엘 시스테마의 중요한 결과로는 시몬 볼리바르 청소년 관현악단이 있다. 이 오케스트라는 2007년 카네기 홀에서 두다멜의 지휘로 데뷔하여 열광적인 반응을 얻었다.
2007년 6월 6일, 아메리카 개발은행은 엘 시스테마에 미화 1.5억$ 융자를 승인하겠다고 발표했는데, 그 목적은 2015년까지 500,000명의 어린이를 지원하는 것이다.
2009년 엘 시스테마와 호세 안토니오 아브레우는 폴라음악상을 받았다.